# Власенко, Георгий Григорьевич
Георгий Григорьевич Власенко (15 февраля 1919, село Старая Ивановка, Харьковская губерния, УНРС — 7 января 1976, Москва, СССР) — советский военачальник,  Заслуженный военный лётчик СССР (19.08.1965), генерал-лейтенант авиации (1968).

## Биография
Родился 15 февраля 1919 года в селе Старая Ивановка, ныне в Ахтырском районе Сумской области, Украина.
С 1927 года жил в посёлке Тростянец, в городе Сумы, с 1931 года - в городе Харькове (Украина). В 1933 году окончил 7 классов школы, в 1935 году - школу ФЗУ. В 1939 году окончил Киевский физкультурный техникум.
В РККА с ноября 1939 года, служил красноармейцем, в марте-октябре 1940 года - инструктором физподготовки при Доме Красной Армии Смоленского артиллерийского училища. В ноябре 1941 года окончил Борисоглебскую военную авиационную школу лётчиков. С ноября 1941 года лётчик 2-го запасного истребительного авиационного полка (иап), с апреля 1942 года лётчик 813-го иап, проходившего формирование в городе Люберцы.
С июля 1942 года принимает участие в Великой Отечественной войне - командир звена 813-го иап 263-й иад 3-й ВА, Калининский фронт. С начала августа 1942 года - лётчик 91-го иап 263-й иад, 1-й ВА,  Западный фронт.
С конца августа 1942 года - лётчик и заместитель командира эскадрильи 813-го иап, проходившего переформирование, с мая 1943 года - старший лётчик 937-го иап, проходившего переформирование в городе Люберцы, с июля 1943 года - старший лётчик и командир эскадрильи 937-го иап. Воевал на Брянском, 1-м Прибалтийском, 3-м Белорусском и 1-м Украинском фронтах. В 1943 году вступил в ВКП(б). 7 февраля 1944 года его самолёт был сбит в воздушном бою, получил ожоги лица и рук и до апреля 1944 года находился в московском госпитале, после излечения и до конца войны продолжил службу в 937-м иап. Всего за время войны совершил 139 боевых вылетов на истребителях ЛаГГ-3, Як-1, Ла-5 и Ла-7, в 30 воздушных боях лично сбил 10 самолётов противника.
С июня 1945 года - заместитель командира, а с октября 1945 года - командир 2-го гвардейского иап, летал на Ла-7, Ла-9 и МиГ-15. С апреля 1951 года - заместитель командира, а с октября 1952 года - командир 174-й гвардейской истребительной авиадивизии ПВО (город Сальяны, Азербайджан). С января 1956 года - заместитель командира 72-го гвардейского истребительного авиакорпуса ПВО (Бакинский округ ПВО). Летал на МиГ-17. В 1957 году окончил Высшие академические курсы при Военной академии Генерального штаба. С ноября 1957 года - начальник Учебного центра истребительной авиации ПВО (Саваслейка, ныне «Нижегородская область). В августе 1965 года генерал-майору Власенко, в числе первых в стране, было присвоено почётное звание Заслуженный военный лётчик СССР». С апреля 1966 года - командующий авиацией Московского округа ПВО. Летал на МиГ-19, Су-9, Су-11, Су-15, Як-25РВ, Як-28П, Ту-128 и других типах самолётов. С июля 1974 года генерал-лейтенант авиации  Власенко - в запасе.
Жил в Москве. Трагически погиб 7 января 1976 года, похоронен на Николо-Архангельском кладбище в Москве.

## Награды
СССР
- пять орденов Красного Знамени (21.12.1943, 29.05.1945, 04.06.1955, 31.10.1967, 16.12.1972)
- орден Отечественной войны 1-й степени (01.08.1944)
- четыре ордена Красной Звезды (21.07.1943, 29.04.1954, 26.10.1955[3], 31.07.1961)
- медали, в том числе:
  - «За боевые заслуги» (15.11.1950)[3]
  - «За победу над Германией в Великой Отечественной войне 1941—1945 гг.»
  - «За взятие Берлина»
  - Медаль «За освобождение Праги»
  - «За безупречную службу» 1-й степени

Почётные звания
- Заслуженный военный лётчик СССР  (19.08.1965)[4]

Других государств
- Военный крест (ЧССР)
- Орден Красного Знамени (МНР - 20.01.1969)
- медали.